# RedeTV! Rondônia
RedeTV! Rondônia é uma emissora de televisão brasileira sediada em Porto Velho, capital do estado de Rondônia. Opera no canal 17 (16 UHF digital) e é afiliada à RedeTV!. 

## História
Entrou no ar em 14 de dezembro de 2003 em Porto Velho, como retransmissora da RedeTV! e no dia seguinte estreou o telejornal Fala Rondônia, que está no ar até hoje.
Entre 2005 a 2006, a SGC comprou as repetidoras que até então pertenciam à TV Regional, afiliada da Rede Bandeirantes em Presidente Médici, cobrindo mais da metade do estado. A emissora começa a ter primeiras unidades móveis utilizadas em feiras, jogos, leilões e eventos esportivos. Consolida sua marca como a TV com maior espaço de programação local em Rondônia.
Em 15 de maio de 2009, a emissora inova com a aquisição da unidade externa que permite transmissão ao vivo via satélite, equipamento acoplado em um caminhão, que foi utilizado na transmissão da semi-final do campeonato rondoniense, na disputa entre VEC e Genus para toda a América Latina e vai permitir todo tipo de programação ao vivo de quaisquer lugar do Brasil.
Em março de 2017, a RedeTV! de Machadinho d'Oeste reativa a sua diretora e ganha nova programação local.